# Temple de Talamone

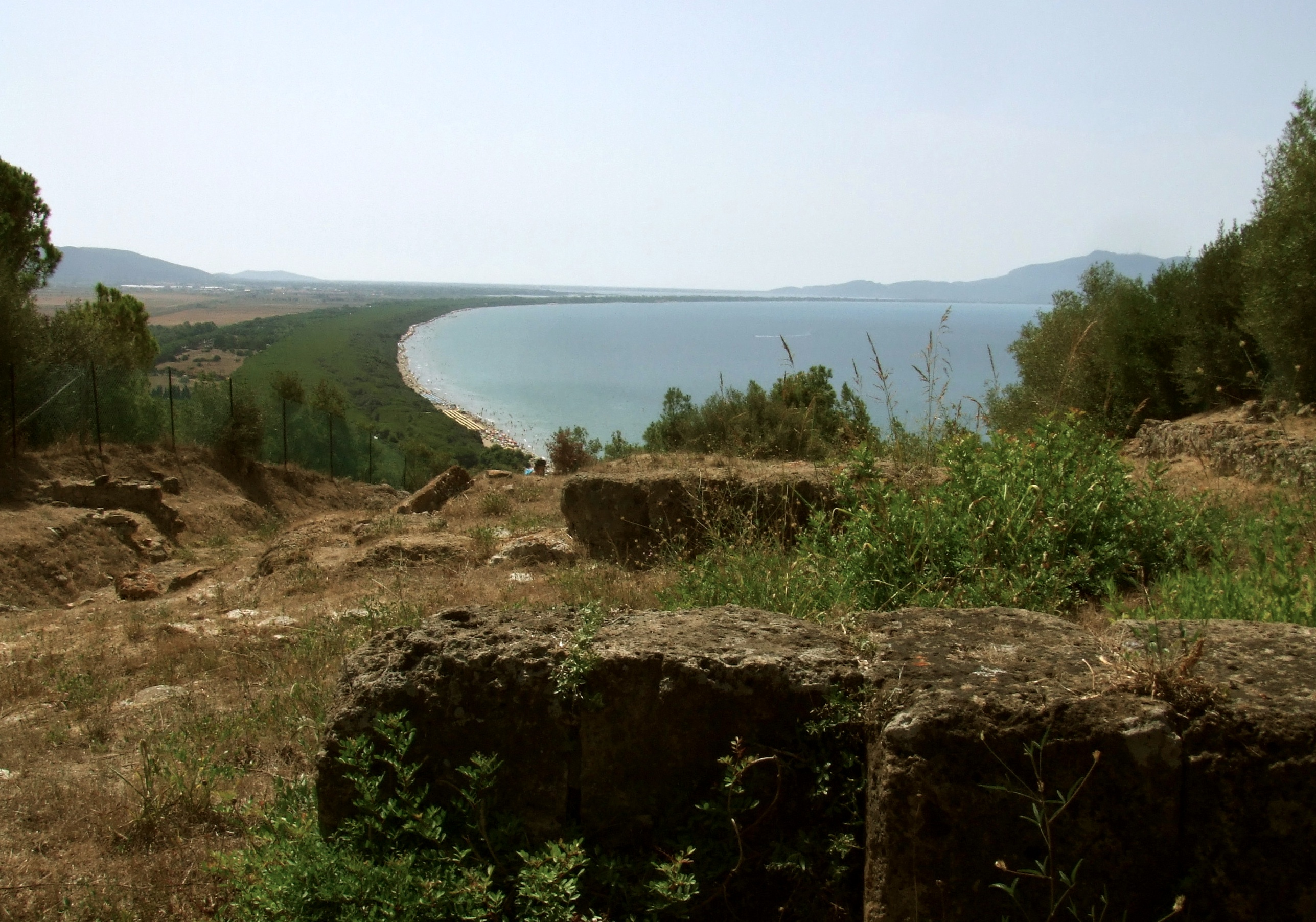
Les ruines du temple sur fond de lagune d'Orbetello.

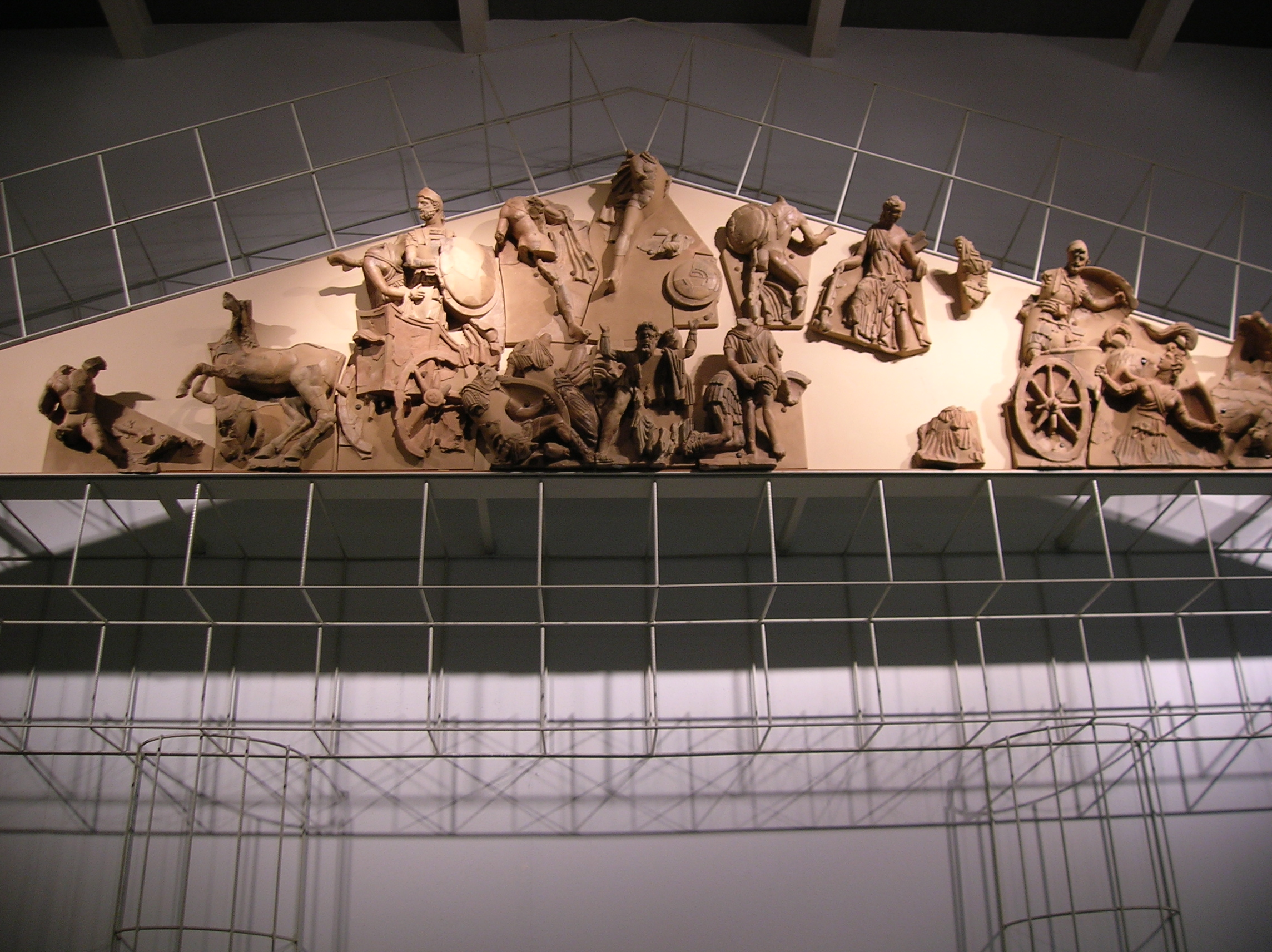
Reconstitution avec éléments d'origine.

Le temple de Talamone (en italien,  Tempio di Talamonaccio) est un temple étrusque 
datant de la fin du IVe siècle av. J.-C. situé sur le sommet du Poggio Talamonaccio au sud de Fonteblanda, une frazione d'Orbetello sur le golfe de Talamone, dans la province de Grosseto en Toscane.

## Histoire
Le temple de Talamone date de la période hellénistique étrusque.
Il est contemporain des dernières luttes entre les cités étrusques contre Rome et fut utilisé même après la conquête romaine.

## Description
Le temple du type étrusco-italique, sis sur un haut bassement en pierre (podium),  était fermé dans sa partie postérieure comme tout temple étrusque. La cellule (cella) qui abritait la statue de la divinité était précédée par un portique à colonnes (pronaos). Le toit à double pente était constitué de poutres en bois couvert de tuiles et coppi. Les parties en bois exposées aux intempéries étaient protégées par des décorations en terre cuite (acrotères et antéfixes) fixées aux supports à l'aide de clous.
Sur la façade postérieure se trouvait le célèbre fronton daté des 150 av. J.-C.
avec sa représentation de la lutte fratricide d'Étéocle et Polynice, les fils du roi Œdipe, s'affrontant  pour la possession de la ville Thèbes (ce fronton en partie reconstitué est exposé à Orbetello).
De la décoration de la façade antérieure il ne reste que quelques fragments qui ne permettent aucune reconstitution.